# 熟語
熟語（じゅくご）とは、複数の語や形態素が比較的強く結びつき、独立したまとまりをなす表現を指す用語である。この用語は文脈によって定義付けが少しずつ異なる。

## 慣用表現としての熟語
複数の語がなすある種の固定的な表現を「熟語」とみなす立場がある。この立場において「破竹の勢い」「満を持す」などの成句的な連語は、しばしば「熟語」という用語で総称されることがある。言語学において同様の概念をイディオム（idiom）と称し、特に英語におけるイディオムを俗に英熟語と呼ぶこともある。ただ、熟語という用語はこのほかにも様々な意味を包含する曖昧な概念であるので、日本言語学会と日本英語学会は、学術用語としての“idiom”を一律に「慣用句」と訳している。

## 俚諺や格言としての熟語
熟語の原義は「こなれた（熟）、ことば（語）」であり、漢字文化圏において頻用される格言などを意味することもある。特に中国語で熟語（拼音: shúyǔ）といった場合、以下のような表現を総括する用語とされる。
- 「矛盾」「破天荒」「臥薪嘗胆」など、故事と呼ばれる古典から引用される短い表現。成語（せいご、拼音: chéngyǔ）と称される。中国語だけではなく、日本語にも流入した表現が多い。成語の大部分は漢字4字で構成される。
- 「騎驢看唱本、走著瞧」（ロバの上で歌の本を読む、成り行きを見守る）など、前の句と後の句からなる一種のしゃれ言葉。歇後語（けつごご、拼音: xiēhòuyǔ）と称される。上述の例の場合、「看」と「瞧」をかけている。「塞翁失馬、因禍得福」（塞翁が馬、災い転じて福と成す）のように故事に由来するものは、上記の成語と重なる。日本語には馴染みないものがほとんどであるが、「井の中の蛙、大海知らず」「兎の逆立ち、耳が痛い」のように歇後語の影響を受けたと考えられる表現も散見する。
- その他雑多な諺は「諺語」（拼音: yànyǔ）「俗語」（拼音: súyǔ）などと称される。

## 複合語としての熟語
複数の語が結合して、1つの語となったものを熟語と称することもある。「うみかぜ」「月明かり」「年忘れ」などの語がこれに該当するが、通常これらは複合語（compound）と呼ばれることが多い。

## 漢字と熟語
熟語の意味を、2字以上の漢字が強く結びつき、1つの漢語となっているものに限定する立場もある。例えば「鉛筆」という語は、「鉛」と「筆」の2つの漢字からなる熟語であるとみなされる。
なお、漢字同士の結びつきが弱い場合は熟語とみなさない立場もある。この立場によれば、例えば「経済」「政策」はどちらも熟語とみなせるが、これらを複合させた「経済政策」という語は、熟語とはみなさないという。

## 四字熟語
漢字4字で構成される表現を四字熟語と称することもある。この用語の意味する範囲は文脈によってまちまちであるが、試験などで問われる狭い意味での四字熟語は、「臥薪嘗胆」のような4字の故事成語や、「色即是空」のような4字の仏教語に限定されるという。